# Höf-Präbach
Höf-Präbach è una frazione di 1 195 abitanti del comune austriaco di Eggersdorf bei Graz, nel distretto di Graz-Umgebung (Stiria). Già comune autonomo, il 1º gennaio 2015 è stato aggregato a Eggersdorf bei Graz assieme agli altri ex comuni di Brodingberg e Hart-Purgstall.